# آساواری جوشی
آساواری جوشی (به انگلیسی: Asawari Joshi) (زاده ۶ مهٔ ۱۹۶۵) بازیگر هندی است.
از کارهای معروف او می‌توان به بازی در فیلم‌های آنها هستند، عشق زندگی است، وقت، هت‌تریک، ام شنتی ام و سلام عزیزم اشاره کرد.